# 川陕鹅耳枥
川陕鹅耳枥（学名：Carpinus fargesiana）是桦木科鹅耳枥属的植物，为中国的特有植物。分布于中国大陆的陕西、四川等地，生长于海拔1,000米至2,000米的地区，多生长于林中，目前尚未由人工引种栽培。

## 别名
千筋树（中国树木分类学）

## 异名
- Carpinus fargesiana H. Winkl. var. hwai (Hu et Cheng) P. C. Li